# 好間町北好間
好間町北好間（よしままち きたよしま）は、福島県いわき市の大字である。郵便番号は970-1145。

## 地理
いわき市中部の好間地区に属する。北で平赤井、北東で好間工業団地、東で好間町小谷作、南東で好間町下好間、南で好間町中好間、好間町上好間、西で好間町榊小屋、好間町大利とそれぞれ隣接する。概ね町村制施行以前の磐前郡北好間村の流れを汲む地域である。二級水系夏井川水系好間川左岸と支流の井田木川流域を主な範囲とする。主に井田木川沿いの平地や域内東部の好間川沿いの平地と隣接する高台に市街地が形成されており、その南北は広大な山林が占める。東部の丘陵地は工業用地造成に伴い周辺の他の大字と併せ好間工業団地として分離された。内郷御厩町内に所在するいわき中央警察署及び内郷綴町に所在する内郷消防署がそれぞれ管轄にあたる。

### 主な字
字
- 下ケ屋敷
- 平場
- 行人沢
- 猪ノ鼻
- 板木沢
- 堂平
- 椎木平
- 堂田
- 籬

- 寺入
- 源平野地
- 上ノ原
- 上ノ台
- 屋敷前
- 加古内
- 清水
- 桜下
- 山崎

- 三反田
- 権現堂
- 槐作
- 菊竹
- 上野
- 作田
- 中川原
- 外川原
- 沢小谷

- 独古内
- 下松坂
- 松坂
- 山ノ坊
- 北町田
- 向町田
- 南町田
- 小田郷

### 山岳
- 閼伽井嶽

### 河川
二級水系夏井川水系
- 好間川
  - 井田木川
    - 行人沢
    - 地獄川
    - 日向沢
    - 馬喰沢
    - 槐作沢川

  - 山ノ坊沢
  - 松坂川

## 歴史
- 1873年4月4日 - 平藩領久保村と北好間村が合併し、北好間村が発足する。[4]。
- 1879年1月27日 - 平藩領北好間村が福島県内における郡区町村制の施行により磐前郡の村となる[4]。
- 1889年4月1日 - 町村制の施行により北好間村が下好間村、上好間村、中好間村、今新田村、川中子村、愛谷村、小谷作村と合併し好間村が発足する。旧北好間村域は好間村の大字となる。[4]。
- 1896年4月1日 - 磐前郡と周辺郡との合併により石城郡が発足し、石城郡好間村となる[4]。
- 1966年10月1日 - 好間村が平市・磐城市・常磐市・勿来市・内郷市、石城郡遠野町・四倉町・小川町・川前村・田人村・三和村、双葉郡久之浜町・大久村と合併しいわき市となり、いわき市好間地区の大字となる[4]。
- 1984年 - いわき好間中核工業団地の造成に伴い、周囲の他の大字と併せ該当区画が好間工業団地として分離新設される[5]。

## 世帯数と人口
2023年10月31日現在の世帯数と人口は以下の通りである。
| 大字         | 世帯数   | 人口   |
| ------------ | -------- | ------ |
| 好間町北好間 | 1033世帯 | 2065人 |

## 小・中学校の学区
市立小・中学校に通う場合、学区は以下の通りとなる。
| 番地 | 小学校                   | 中学校               |
| ---- | ------------------------ | -------------------- |
| 全域 | いわき市立好間第一小学校 | いわき市立好間中学校 |

## 交通

### 道路
- 常磐自動車道
  - いわき中央インターチェンジ
    - 福島県警察 高速道路交通警察隊 いわき分駐隊
    - 東日本高速道路 東北支社 いわき管理事務所

  - いわき中央橋
  - 好間トンネル
- 国道49号
  - 平バイパス
    - 新町田橋

## 施設
- 県営北好間団地
- いわき好間バスターミナル
- 東京石灰工業 磐城工場
- 龍雲寺
- 長寿院
- 日枝神社
- 元山神社
- 大山祇神社